# Gai Didi
Gai Didi (en llatí: Caius Didius) va ser un militar romà llegat de Juli Cèsar. Formava part de la gens Dídia, una família romana d'origen plebeu.
Cèsar el va enviar l'any 46 aC a Hispània contra els pompeians. A la vora de Carteia va guanyar una victòria naval sobre Quint Ati Var. A l'any següent va sortir de Gades amb una flota per empaitar a Gneu Pompeu el Jove al que va agafar la major part dels vaixells i els va cremar. Didi va desembarcar i encara que Pompeu va morir a mans de Cesenni Lentó el lusitans al servei de Pompeu es van tirar sobre ell i el van matar.